# Balapulang Kulon
Balapulang Kulon is een bestuurslaag in het regentschap Tegal van de provincie Midden-Java, Indonesië. Balapulang Kulon telt 5074 inwoners (volkstelling 2010).